# مایک دوپود
مایک دوپود (انگلیسی: Mike Dopud؛ زادهٔ ۱۰ ژوئن ۱۹۶۸) یک هنرپیشه اهل کانادا است.
از فیلم‌ها یا برنامه‌های تلویزیونی که وی در آن نقش داشته‌است می‌توان به یک روز خوب برای جان‌سخت، به نام پادشاه: داستان محاصره سیاه‌چاله، صدای سفید، سربلند، مرد توخالی ۲، من جاسوس، پستی، آشفتگی ۳، آشفتگی ۲، معامله و همه ما سقوط می‌کنیم اشاره کرد.